# Die Toten (James Joyce)

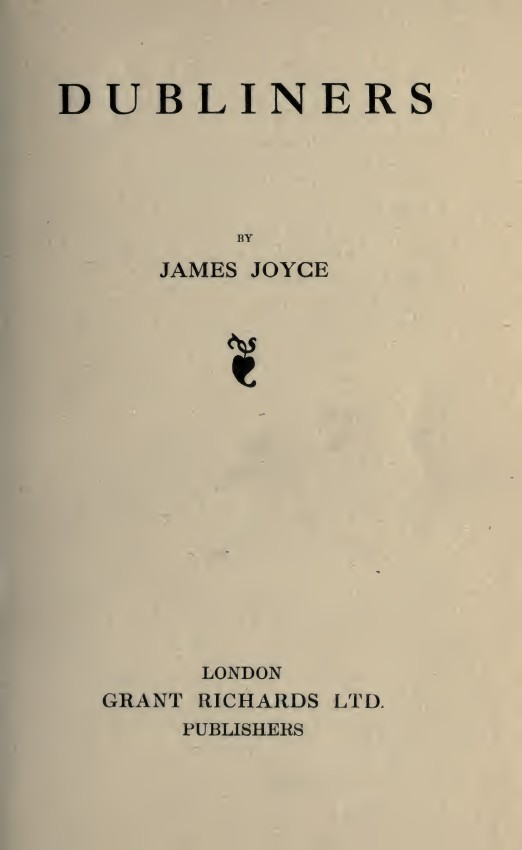
Dubliners, Erstausgabe 1914

Die Toten (im englischen Original The Dead) ist die letzte Kurzgeschichte beziehungsweise Novelle in James Joyce’ Sammlung von Erzählungen, die als einheitliches Gesamtwerk konzipiert erstmals 1914 unter dem Titel Dubliner erschienen ist. Die Geschichte gilt neben der Anfangsgeschichte The Sisters als einer der wichtigsten Texte Joyce’, in der der Autor zum Teil auch eigene Familienangehörige und sich selbst porträtierte.
Inhaltlich behandelt die Erzählung die übergreifende Thematik der „Paralyse“ oder „Lähmung“ des gesamten Lebens im Dublin der Jahrhundertwende, die die „Isolierung und Frustrierung“ der Individuen zur Folge hat und bis zur Übermacht der Toten über die Lebenden gesteigert wird. Die Geister der Toten beherrschen dabei nicht nur das Leben der Menschen im öffentlichen und privaten Leben des zeitgenössischen Dublins, das im übertragenen Sinne zum eigentlichen „Reich der Toten“ wird; sie werden zugleich zu Chiffren einer übergreifenden Einsicht, die das Universum als solches betrifft. Allein die für Joyce charakteristische epiphany des Protagonisten Gabriel Conroy mit seiner Einsicht in das sich durchziehende Phänomen der Paralyse selber deutet eine Möglichkeit der Befreiung aus der allgemeinen Stasis und der Starre der Isolation und Frustration des Individuums in der neuen Welt des Übergangs zum 20. Jahrhundert an.
Mit seiner Erzähling The Dead gestaltet Joyce nicht allein den chorusartigen Abschluss seines als Werkeinheit komponierten Geschichtenzyklus der Dubliners, sondern schafft zugleich wesentliche thematische und erzähltechnische Voraussetzungen für sein nachfolgendes Romanwerk, so vor allem für The Portrait of the Artist as a Young Man (1914–1915) und Finnegans Wake (1923–1939).

## Inhalt
Die altjüngferlichen Schwestern Miss Kate und Miss Julia Morkan veranstalten alljährlich um Weihnachten herum ein schon traditionelles Festessen, zu dem sie Familienangehörige und Freunde der Familie, die alle der gehobenen Dubliner Mittelschicht angehören, einladen. Ihre Nichte Mary Jane, die Musikunterricht gibt, hilft ihnen dabei. Zu den Gästen gehören unter anderem Gabriel Conroy und seine Frau Gretta, der meistens betrunkene Freddy Malins, die irische Nationalistin Miss Ivors, ein Pianist, der zum Tanz aufspielt, und der Tenor am örtlichen Opernhaus, Mr. D’Arcy, sowie eine Reihe weiterer Personen.
Die Gespräche beim Essen und danach drehen sich um lokale Begebenheiten und um kulturelle, religiöse und politische Fragen. Gabriel hält eine feierliche Rede.
Am Ende des Abends, als schon eine Reihe von Gästen gegangen ist und die restlichen sich zum Aufbruch vorbereiten, singt der Tenor im Speisezimmer noch für einige Gäste ein Lied. Gretta, schon im Flur, ist davon offensichtlich sehr stark berührt, und auch auf der Fahrt zum Hotel, wo sie und Gabriel die Nacht verbringen, da der Rückweg so spät zu weit wäre, scheint sie immer noch an das Lied zu denken. Da sie zu weinen beginnt und ihn nicht mehr wahrzunehmen scheint, fragt Gabriel sie nach dem Grund.
Gretta erzählt ihm, dass eine Jugendliebe, Michael Furey, ihr einstmals dieses Lied gesungen habe. Schließlich, als sie von Galway nach Dublin wegzog, erschien er schwer erkrankt in einer Winternacht vor ihrem Haus, um sich von ihr zu verabschieden. Da sie wusste, dass er an Schwindsucht litt, schickte sie ihn nach Hause. Kurz darauf starb er und Gretta gab sich die Schuld an seinem Tod.
Die Art, wie Gretta ihm diese Geschichte erzählt, lässt Gabriel ahnen, dass sie immer nur diesen Jungen, der mit siebzehn Jahren gestorben war, geliebt hat, dass er selbst nur ein Ersatz war und der Tote immer Gretta näher stand als er selbst.
Während Gretta einschläft, denkt Gabriel, nun selbst zu Tränen gerührt, über diesen Sachverhalt nach und es wird ihm zum ersten Mal bewusst, wie sehr er Gretta liebt. Die Erzählung endet mit der berühmten Schlusspassage: „Die Stunde war für ihn gekommen, sich auf die Reise nach Westen zu bereiten. … Langsam schwand seine Seele, als er den Schnee leise durch das Universum fallen hörte, leise herabfallen hörte wie das Nahen ihrer letzten Stunde, auf alle Lebendigen und Toten.“

## Thematik
Die Erzählung macht deutlich, wie sehr alle handelnden Personen in Konventionen und Vorurteile verstrickt sind, wie sehr sie aber auch teilweise darunter leiden und versuchen, der Enge ihrer Existenz zu entkommen. Die scheinbare Fröhlichkeit des Festes dient als Kulisse menschlicher Begegnungen, vor der Einsamkeit, Ängste, Selbstzweifel und Sehnsüchte der Einzelnen zum Vorschein kommen und die die Brüchigkeit menschlicher Beziehungen verdeutlicht. Diese Darstellung gipfelt in der Erkenntnis Gabriels, dass seine Frau ihn nie wirklich geliebt hat.
Die Geschichte um den jung verstorbenen Liebhaber basiert auf einer wahren Begebenheit in Joyce’ Leben: Seine Ehefrau Nora Barnacle hatte in ihrer Jugend zwei Liebhaber, die jung verstarben, bevor sie Joyce kennenlernte. Darunter war auch der 16-jährige Lehrer Michael Feeney, der an Typhus und einer Lungenentzündung starb.

## Adaptionen
Auf der Grundlage von Joyce’ The Dead verfasste der irische Dramatiker Hugh Leonard 1967 eine gleichnamige Bühnenfassung als Einakter.
In der 1973 erschienenen Kurzgeschichte The Dead der international anerkannten amerikanischen Schriftstellerin Joyce Carol Oates finden sich zahlreiche intertextuelle Anspielungen und Verweise auf die Vorlage von Joyce.
Die Verfilmung der Novelle unter dem gleichen Titel war 1987 die letzte Regiearbeit von John Huston. Die Übersetzung zur deutschen Synchronisation des Films übernahm Harry Rowohlt.
Der amerikanische Librettist Richard John Nelson schrieb 1999 aufbauend auf der Erzählung von Joyce das Libretto für ein Broadway Musical unter gleichem Titel, in dessen Uraufführung Christopher Walken die Rolle des Gabriel Conray übernahm. Das Musical wurde im folgenden Jahr mit dem Tony Award for Best Book of a Musical ausgezeichnet.

## Buchausgaben (Auswahl)

### Englisch
- James Joyce: The Dead. In: Dubliners. G. Richards, London 1914.
- James Joyce: The Dead. In: Dubliners. Bantam Books, New York 2005 (Bantam Classics), ISBN 0-553-21380-6.
- James Joyce: The Dead. In: Dubliners. Penguin Books, London 2014.
- James Joyce: The Dead. In: Dubliners. Flame Tree Publishing, London 2020.

### Deutsch
- James Joyce: Die Toten. In: Dubliner. Übersetzt von Georg Goyert. Suhrkamp Verlag. Frankfurt a. M. 1968.
- James Joyce: Die Toten. In: Dubliner. Neu übersetzt von Dieter E. Zimmer. Suhrkamp Verlag. Frankfurt a. M., 2. Auflage 1996, ISBN 978-3-518-38954-6.
- James Joyce: Die Toten. In: Dubliner. Neu übersetzt von Jan Strümpel. Anaconda Verlag München 2015, ISBN 978-3-7306-9155-7.
- James Joyce: Die Toten. In: Dubliner. Übersetzt von Georg Goyert. Modernisierte Neuausgabe der 1928 im Rhein-Verlag (Basel) erschienenen ersten deutschen Übersetzung. Reclam, Stuttgart 2017, ISBN 978-3-944561-61-5.
- James Joyce: Die Toten. In: Dubliner. Neu übersetzt von Friedhelm Rathjen. Manesse Verlag, München 2019, ISBN 978-3-7175-2472-4.